# Ніколькино
Ніко́лькино (рос. Николькино) — село у складі Абдулинського міського округу Оренбурзької області, Росія.

## Населення
Населення — 332 особи (2010; 406 у 2002).
Національний склад (станом на 2002 рік):
- чуваші — 91 %